# Saxicola dacotiae
La tarabilla canaria (Saxicola dacotiae) es una especie de ave paseriforme de la familia Muscicapidae endémica de la isla de Fuerteventura, en las islas Canarias. 
Las principales amenazas para este pájaro que habita los parajes secos y pedregosos de Fuerteventura son la destrucción o alteración de su hábitat por el fuerte desarrollo turístico, la depredación que ejercen depredadores introducidos (ratas y gatos) y el pastoreo.

## Taxonomía
La tarabilla canaria es un pequeño paseriforme de la familia Muscicapidae, aunque anteriormente se la clasificó dentro de la familia Turdidae. Se consideró una subespecie de la tarabilla común (Saxicola torquata), aunque es bastante distinta y actualmente se consideran especies separadas. Posiblemente procede de la evolución en aislamiento de los mismos ancestros de la tarabilla común que colonizaron las islas hace entre uno y dos millones de años, al comienzo del Pleistoceno.
Se han descrito dos subespecies:
- Saxicola dacotiae dacotiae, presente en la isla de Fuerteventura.
- Saxicola dacotiae murielae, actualmente extinta y que poblaba los islotes de Alegranza y Montaña Clara.

## Descripción
La tarabilla canaria tiene una apariencia intermedia entre la tarabilla común y la norteña. El tamaño y la forma de su cuerpo recuerdan a la de un petirrojo estilizado. Las partes superiores del cuerpo presentan una coloración similar a la de la tarabilla norteña, pero con más contraste, pardo oscura con la cabeza negruzca y la espalda listada. Tiene una lista superciliar blanca que llega hasta detrás del ojo y los laterales de cuello también blancos. Su pecho es anaranjado y va difuminándose al avanzar hacia el vientre blanquecido. El obispillo y la cola son oscuros, esta última con una  marca blanca visible en vuelo. También tiene una banda blanca en las alas. La hembra es similar al macho aunque de tonos más apagados, con la cabeza marrón estriada y sin el patrón blanco del cuello.

## Ecología
Esta especie es muy fiel a sus hábitat óptimo. Se encuentra principalmente en laderas rocosas de montes y barrancos con vegetación arbustiva escasa (30-50% de terreno abierto), siendo su único lugar de cría. Aunque también se aventuran a veces en tierras abiertas más áridas como el malpaís (antiguos campos de lava con vegetación emergente), la especie prefiere bosquecillos de palmeras y arbustos, como la aulaga (Launaea arborescens), Salsola vermiculata y la cambronera (Lycium intricatum). Los machos cantan desde perchas expuestas, desde donde también les gusta cazar insectos al vuelo. Ocasionalmente se aventuran en los campos cultivados o los jardines para alimentarse. Parece ser que solo utilizan los terrenos completamente despejados en busca de alimento para sus polluelos.
Pone entre cuatro y cinco huevos en cada puesta que incuba durante trece días, a menudo hace dos puestas en un año.

## Estado de conservación

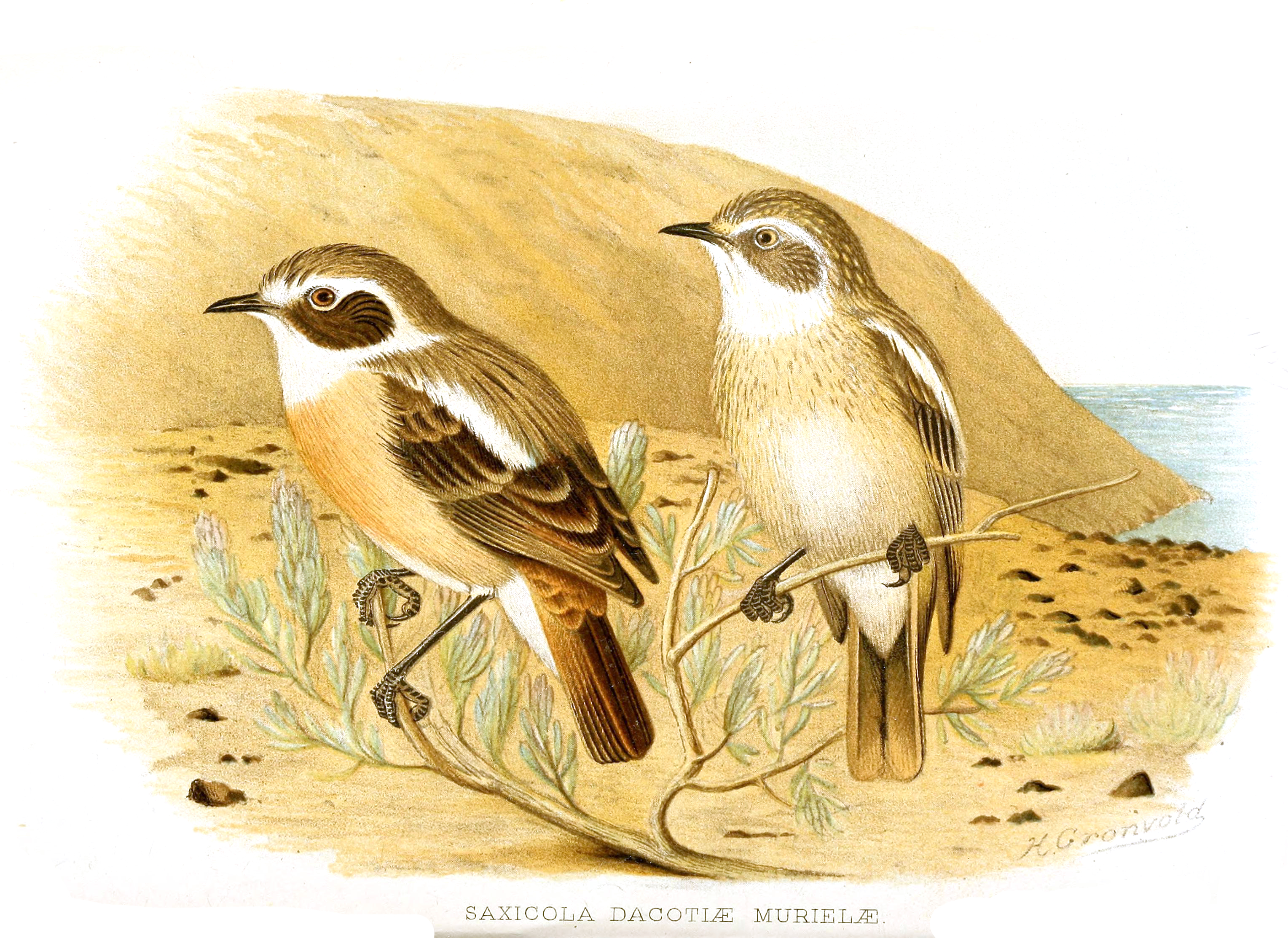
Saxicola dacotiae. Ilustración, 1914.

Se considera que la especie se encuentra amenazada por la invasión de construcciones, principalmente relacionadas con el turismo, en sus mejores hábitat (Illera et al., 2006). Es difícil estimar su población, pero lo más probable esté entre mil trescientos y mil setecientos adultos, y apreciablemente en declive. En particular, el drástico aclarado de la terrenos de la ha aislado a la subpoblación local haciéndola vulnerable a los efectos adversos de las poblaciones reducidas.
La desertificación, agravada por el pastoreo de cabras, y el descenso local de la capa freática también contribuye a la pérdida de hábitat. Los gatos asilvestrados y las ratas negras depredan los nidos de las tarabillas. Existe un plan para la conservación de esta especie desde 1999.
La tarabilla de Alegranza o Chinijo, la subespecie S. d. murielae, que habitaba dos islotes del archipiélago Chinijo junto a Lanzarote, se extinguió a principios del siglo XX. Se cree que se debió al deterioro de la calidad del hábitat y la introducción de predadores.[cita requerida]